# Orgelet (médecine)
Pour les articles homonymes, voir Orgelet.
 Mise en garde médicale
L’orgelet, ou hordéole externe, est une infection du follicule pilo-sébacé du cil, sorte de furoncle du cil, généralement causé par une staphylocoque. Il s'observe à tout âge mais plus souvent chez l'adulte. Il peut être associé à une blépharite. L'orgelet forme une petite boule centrée sur un cil qui contient du pus et peut faire mal.
On retrouve cette pathologie dans le langage commun sous le nom de compère-loriot. Il peut prendre le nom d'hordéole (hordeolum) dans la littérature spécialisée.

## Traitement
L'évolution spontanée se fait le plus souvent vers la guérison, et rarement, l'infection peut s'étendre sous la forme d'une cellulite. Le traitement repose sur une hygiène palpébrale, éventuellement associée à un traitement antibactérien topique pendant huit jours sous forme de gel ou pommade. L'antibiotique peut être choisi parmi l’acide fusidique, une tétracycline, un aminoside ou la rifamycine. L'ablation du cil peut aider le drainage du furoncle,.
En cas d'échec du traitement médical, on aura recours à l'incision chirurgicale de l'orgelet[réf. souhaitée].

## Prévention
Le seul moyen de prévention contre l'orgelet est de se laver systématiquement les mains avant de toucher ses yeux et ses paupières.
En revanche, dès que l'orgelet apparaît, il faut, afin de freiner son développement et d’accélérer sa disparition:
- Ne pas percer ni toucher l'orgelet
- Ne pas frotter la paupière
- Cesser de se maquiller les yeux
- Cesser de porter des lentilles de contact